# Hemiceras metastigma
Hemiceras metastigma är en fjärilsart som beskrevs av Walker 1857. Hemiceras metastigma ingår i släktet Hemiceras och familjen tandspinnare. Inga underarter finns listade i Catalogue of Life.